# Tin (Pays-Bas)
Pour les articles homonymes, voir Tin.
Tin est une localité située dans la commune néerlandaise de Hollands Kroon, dans la province de la Hollande-Septentrionale.